# Czwórka Radom
LUKS Czwórka Radom – polski klub piłkarski kobiet, powstały w 2007 roku. W sezonie 2009/10 roku awansował do I ligi, drugiej klasy ligowej. Wicemistrz Polski U-19 w 2012 roku.  Obecnie występujący w rozgrywkach Ekstraligi

## Historia
W 2007 roku trenerzy Marcin Brodecki i Wojciech Pawłowski założyli klubu piłkarski dziewcząt o nazwie UKS Delta Radom, który początkowo opierał się wyłącznie na uczennicach Zespołu Szkół Ogólnokształcących nr 4 z Oddziałami Sportowymi w Radomiu.
W 2008 roku klub przyjął nazwę LUKS "Sportowa Czwórka" Radom. Drużyna uczestniczyła w rozgrywkach II ligi mazowieckiej i II ligi małopolskiej. W sezonie 2009/10 zajęła 1. miejsce w mazowieckiej II lidze i tym samym awansowała do I ligi.
W 2012 roku futbolistki Czwórki zostały wicemistrzyniami Polski U-19. W ostatnim meczu turnieju finałowego przegrały 0:2 z AZS Wrocław, przez co zostały wyprzedzone przez wrocławianki w końcowej klasyfikacji.
W sezonie 2016/2017 zajęły 1. miejsce grupie południowej w I ligi, wywalczając historyczny awans do Ekstraligi. Debiutancki sezon w rozgrywkach o mistrzostwo Polski rozpoczęły 5 sierpnia 2017 przegrywając 0:3 z AZS UJ Kraków. W drugiej kolejce wygrały swój pierwszy mecz w najwyższej klasie ligowej, pokonując na wyjeździe Mitech Żywiec 2:1

## Statystyki
Najwyższe zwycięstwo u siebie
- 2009/10 - II liga gr. mazowiecka - 13:0 (KS Zaborowianka Zaborów)

Najwyższe zwycięstwo na wyjeździe
- 2008/09 - II liga gr. małopolska - 7:1 (Naprzód Sobolów)[4]